# Zipi y Zape y el club de la canica
Zipi y Zape y el club de la canica (Zip y Zap: El club de la canica en México) es una película de 2013, dirigida por Oskar Santos que adapta al cine las aventuras de los personajes del tebeo creado por José Escobar Saliente.
La película se presentó el 8 de septiembre de 2013 en el Festival Internacional de Cine de Toronto de 2013, y estrenó oficialmente en España el 4 de octubre de 2013. Más tarde se presentó el 18 de enero de 2014 en el Festival de Cine de Sundance de 2014 en la categoría Sundance Kids.

## Reparto
- Raúl Rivas como Zipi.
- Daniel Cerezo como Zape.
- Javier Gutiérrez Álvarez como Falconetti.
- Marcos Ruiz como Microbio Micro.
- Claudia Vega como Matilde.
- Fran García como Filo.
- Christian Mulas como Heidi.
- Javier Cifrián como GriGrillo.
- Álex Angulo como Sebastián Esperanza.
- Aníbal Tártalo como Piojo
- Alberto López López como Pelocohete.
- Juan González-Páramo como Flipao.
- Joseba Apaolaza como el padre de Falconetti.
- Iñake Irastorza como la bibliotecaria.
- Santi Ugalde como un profesor.
- Verónika Moral como una profesora.
- Icíar Palacios como una maestra.

## Canciones
- Por siempre de Cali y El Dandee.

## Recepción
La película se estrenó con una taquilla de 1 060 000 euros con casi 170 000 espectadores.
A mediados de diciembre, la película contaba con una recaudación de 4,9 millones de euros.
En 2016 se anunció una secuela titulada Zipi y Zape y la isla del capitán, que se estrenó el 29 de julio de 2016.

## Premios y nominaciones
Zipi y Zape y el club de la canica recibió 17 candidaturas y cuatro nominaciones para los Premios Goya 2014 para las categorías mejor guion adaptado, mejores efectos especiales, mejor dirección de producción y mejor dirección artística.
Además estuvo nominada a los Neox Fan Awards 2014 con la categoría de Peli más guapa.